# La mia amica Irma
La mia amica Irma (My Friend Irma) è un film del 1949 diretto da George Marshall.
Tratto dal programma radiofonico CBS, è anche il primo film dove appare la coppia Dean Martin e Jerry Lewis.